# Васильківський район (Дніпропетровська область)
Василькі́вський райо́н — колишня адміністративно-територіальна одиниця у південно-східній частині Дніпропетровської області України. Створено у 1923 році. Населення становило 33 665 осіб (на 1 лютого 2012 року). Адміністративний центр — смт Васильківка.

## Географія
Межує з Межівським, Павлоградським, Петропавлівським, Покровським, Синельниківський районами та Вільнянським, Новомиколаївським районами Запорізької області.

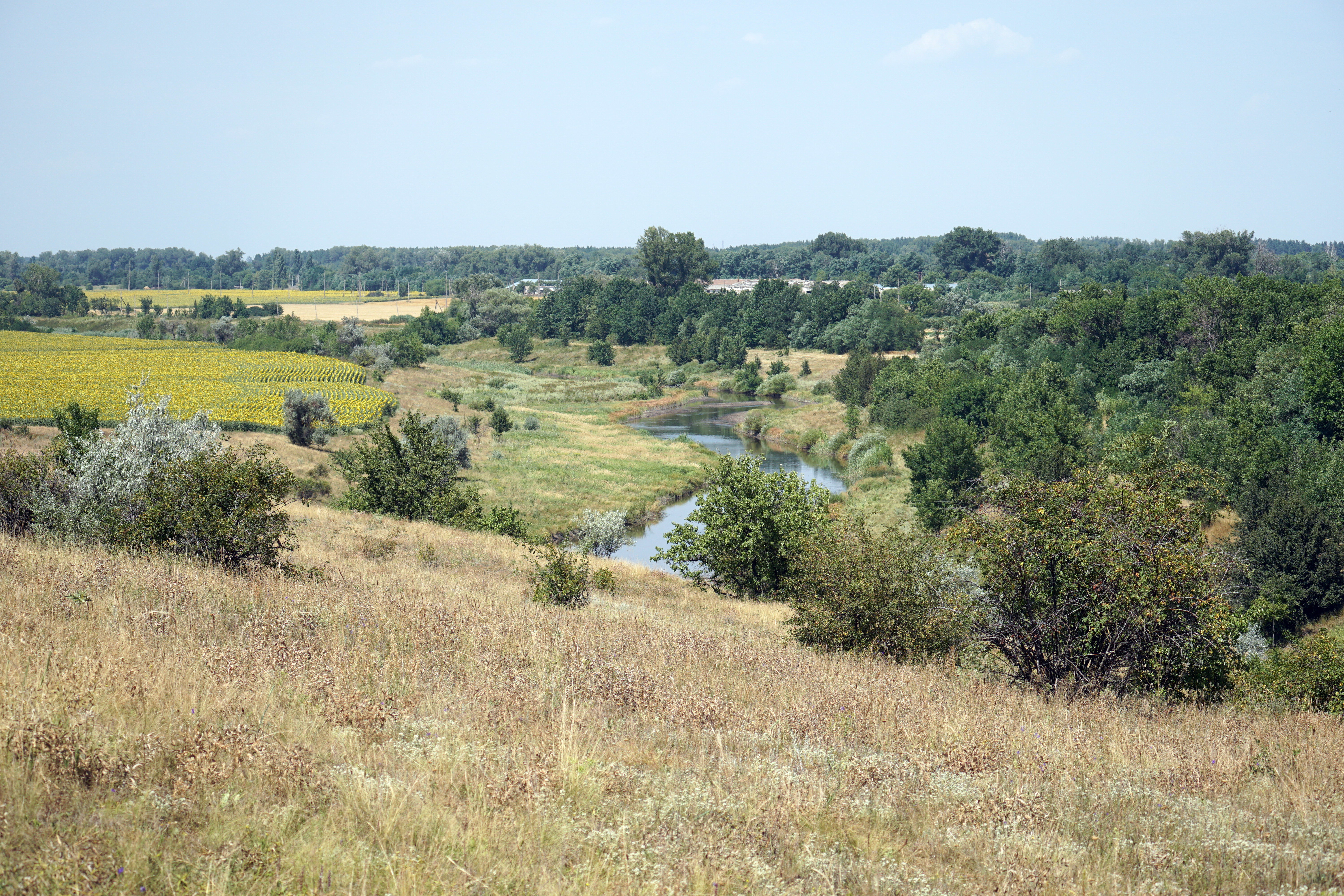
Надвовчанський заказник

Територія району становить 133,0 тис. га.
Площа сільгоспугідь — 101,2 тис. га, лісових насаджень — 5715 га, пасовищ — 15302 га. Основні водні артерії району — мілководні річки Вовча, Верхня Терса. З природних ресурсів в районі є запаси глини, піску, граніту.
В районі розташовано Надвовчанський ландшафтний заказник. 

## Історія
У 1707 році за наказом Коша Запорізького на річку Вовчу був виставлений козацький пост, який вів спостереження за рухом татар. Так тут виник запорізький зимівник. Після ліквідації Січі у цій місцевості поселилася група козаків. До них в 1775 році приєдналось чимало родин, що переселилися з-під Кобеляк, що на Полтавщині. Зимівник перетворився на військову слободу Василькова. У вересні 1775 року вона стала Васильківкою. Назва її пов'язана з іменем першого поселенця Василя Покваліпта.
Район створено у 1923 році. До 1923 року Васильківка входила до Катеринославської губернії Павлоградського повіту.

## Адміністративний поділ
Район адміністративно-територіально поділявся на 3 селищні ради та 10 сільських рад, які об'єднують 83 населених пунктів та підпорядковані Васильківській районній раді. Адміністративний центр — смт Васильківка.

### Найбільші населені пункти
| №                 | Населений пункт     | Населення, осіб | Населення, осіб |
| №                 | Населений пункт     | 1886 рік        | 2001 рік        |
| ----------------- | ------------------- | --------------- | --------------- |
| понад 10 000 осіб |                     |                 |                 |
| 1                 | Васильківка         | 5552            | 12 028          |
| 2 000-4 999 осіб  |                     |                 |                 |
| 2                 | Чаплине             |                 | 4 126           |
| 3                 | Великоолександрівка | 755             | 2 057           |
| 1 000-1 999 осіб  |                     |                 |                 |
| 4                 | Письменне           |                 | 1 300           |
| 5                 | Павлівка            | 1427            | 1 280           |
| 6                 | Григорівка          | 4996            | 1 033           |
| 500-999 осіб      |                     |                 |                 |
| 7                 | Дебальцеве          | 855             | 998             |
| 8                 | Манвелівка          |                 | 912             |
| 9                 | Медичне             |                 | 712             |
| 10                | Вербівське          |                 | 704             |
| 11                | Миколаївка          |                 | 687             |
| 12                | Хуторо-Чаплине      |                 | 678             |
| 13                | Шевченкове          | -               | 601             |
| 14                | Воскресенівка       |                 | 597             |
| 15                | Добровілля          |                 | 581             |
| 16                | Новогригорівка      | 647             | 564             |
| 17                | Дубовики            |                 | 524             |

## Населення
Розподіл населення за віком та статтю (2001)
| Стать | Всього | До 15 років | 15-24 | 25-44 | 45-64 | 65-85 | Понад 85 |
| --- | ------ | ----------- | ----- | ----- | ----- | ----- | -------- |
| Чоловіки | 17 216 | 3441        | 2361  | 4909  | 4156  | 2251  | 98       |
| Жінки | 20 120 | 3253        | 2194  | 4919  | 4981  | 4275  | 498      |
| \| Статево-вікова піраміда \| Статево-вікова піраміда \| Статево-вікова піраміда \| \| ----------------------- \| ----------------------- \| ----------------------- \| \| Чоловіки \| Вік \| Жінки \| \| 98 \| 85 + \| 498 \| \| 137 \| 80-84 \| 517 \| \| 407 \| 75-79 \| 1195 \| \| 924 \| 70-74 \| 1462 \| \| 783 \| 65-69 \| 1101 \| \| 1339 \| 60-64 \| 1770 \| \| 580 \| 55-59 \| 872 \| \| 1083 \| 50-54 \| 1093 \| \| 1154 \| 45-49 \| 1246 \| \| 1411 \| 40-44 \| 1392 \| \| 1282 \| 35-39 \| 1274 \| \| 1131 \| 30-34 \| 1177 \| \| 1085 \| 25-29 \| 1076 \| \| 1016 \| 20-24 \| 1012 \| \| 1345 \| 15-20 \| 1182 \| \| 1560 \| 10-14 \| 1394 \| \| 1108 \| 5-9 \| 1078 \| \| 773 \| 0-4 \| 781 \| |        |             |       |       |       |       |          |
| Статево-вікова піраміда |        |             |       |       |       |       |          |
| Чоловіки | Вік    | Жінки       |       |       |       |       |          |
| 98 | 85 +   | 498         |       |       |       |       |          |
| 137 | 80-84  | 517         |       |       |       |       |          |
| 407 | 75-79  | 1195        |       |       |       |       |          |
| 924 | 70-74  | 1462        |       |       |       |       |          |
| 783 | 65-69  | 1101        |       |       |       |       |          |
| 1339 | 60-64  | 1770        |       |       |       |       |          |
| 580 | 55-59  | 872         |       |       |       |       |          |
| 1083 | 50-54  | 1093        |       |       |       |       |          |
| 1154 | 45-49  | 1246        |       |       |       |       |          |
| 1411 | 40-44  | 1392        |       |       |       |       |          |
| 1282 | 35-39  | 1274        |       |       |       |       |          |
| 1131 | 30-34  | 1177        |       |       |       |       |          |
| 1085 | 25-29  | 1076        |       |       |       |       |          |
| 1016 | 20-24  | 1012        |       |       |       |       |          |
| 1345 | 15-20  | 1182        |       |       |       |       |          |
| 1560 | 10-14  | 1394        |       |       |       |       |          |
| 1108 | 5-9    | 1078        |       |       |       |       |          |
| 773 | 0-4    | 781         |       |       |       |       |          |

- 2001 — понад 37 тис. осіб
- 1 лютого 2011 — 33 902 осіб[4].
- 1 лютого 2012 — 33 665 осіб

## Економіка
Район — сільськогосподарський, поширене вирощування зерно-кормових культур та м'ясо-молочне тваринництво. У сільському господарстві використовується 118,4 тис. га сільськогосподарських угідь, з них ріллі — 100,3 тис. га. Головні культури, що тут вирощують, соняшник та цукрові буряки.
У районі працюють 264 агроформування та 6 промислових підприємств: ВАТ «Пресвузол» (запасні частини до пресів), ДП «Васильківський сирзавод» АК "Комбінат «Придніпровський», ЗАТ «Комбікормовий завод» (олія, борошно, комбікорм), ВАТ «Васильківська агропромтехніка», ОП «Васильківський комбінат промбудматеріалів». Є телефонна станція. Протягом 2000 року підприємствами району вироблено промислової продукції на 18,2 % більше від рівня виробництва минулого року.
Починаючи з 2000 року, намічається стійка тенденція росту виробництва і вкладення коштів інвесторів у розвиток сільськогосподарського виробництва.

## Транспорт
Територію району із заходу на схід перетинає двоколійна залізниця Синельникове II — Чаплине Придніпровської залізниці та дорога з твердим покриттям Дніпро — Мелітополь. З точки зору автошляхів район не має важливих транспортних шляхів, лише регіональні Т 0401, Т 0406, Т 0408 та Т 0427.
У залізничному відношенні розташований великий залізничний вузол станція Чаплине, яка здійснює як пасажирське перевезення, але більше виконує промислові функції на лінії Придніпров'я/Кривбас — Донбас/Приазов'я. Через військові дії в районі Донецька здійснюється перечіпка залізничних потягів із електрифікованої мережі на дизельну в напрямку на Пологи/Комиш-Зорю.
Залізничні станції: Письменна та Чаплине.
Зупинні пункти: 262 км, 267 км, 269 км, 276 км, 283 км, 284 км, Краснощокове, Крутоярка та Терса.

## Освіта та культура
У районі функціонують 24 загальноосвітні школи, 13 дитячих садків, 24 будинки культури, 21 бібліотека, дитяча музична школа, професійно-технічне училище.

## Охорона здоров'я
Медичну допомогу населенню надають районна та дільнична лікарні, 6 амбулаторій, 22 фельдшерсько-акушерських пункти, психоневрологічна лікарня, санепідстанція.

## Політика
25 травня 2014 року відбулися Президентські вибори України. У межах Васильківського району було створено 27 виборчих дільниць. Явка на виборах складала — 54,10% (проголосували 13 513 із 24 979 виборців). Найбільшу кількість голосів отримав Петро Порошенко — 40,14% (5 424 виборців); Юлія Тимошенко — 10,93% (1 477 виборців), Сергій Тігіпко — 10,35% (1 398 виборців), Анатолій Гриценко — 6,88% (930 виборців), Михайло Добкін та Олег Ляшко — по 6,58% (по 889 виборців). Решта кандидатів набрали меншу кількість голосів. Кількість недійсних або зіпсованих бюлетенів — 2,25%.